# M/S Solöga
M/S Solöga är ett passagerarfartyg som levererades till rederiet Waxholmsbolaget 1978. Hon är byggd på Finnboda varv och är isgående. Solöga trafikerar vanligen Mellanskärgården under vinterturlistan.